# Eins plus Eins gleich Drei
1 + 1 = 3 ist eine parodistische, deutsche Stummfilmkomödie aus dem Jahre 1927 von Felix Basch mit Veit Harlan, Georg Alexander und Claire Rommer in den Hauptrollen.

## Handlung
Peter und Paul, zwei ebenso junge wie wenig betuchte Männer, sind gut miteinander befreundet und bewohnen ein und dieselbe Mansarde. Paul hat sich in die sympathische Anni verliebt, die im Stock unter ihnen mit ihren Eltern und den sechs Geschwistern lebt. Als Paul das Einverständnis des Vaters für die Hochzeit mit Annie erlangen will, holt er sich eine herbe Abfuhr. Bald darauf wird Paul mitgeteilt, dass er ein beträchtliches Vermögen geerbt haben soll. Freudestrahlend würde er mit dieser frohen Kunde gern einen zweiten Anlauf bei Annis Vater wagen. Doch das Vermächtnis hat einen entscheidenden Haken: Paul darf nur dann die Erbschaft antreten, wenn er keinesfalls, wie es in den Bedingungen heißt, „ein Mädchen“ heiratet. Dennoch will Paul keinesfalls die Hoffnung aufgeben.
Mit seinem soeben erworbenen Auto unternimmt er gemeinsam mit Peter und dem gemeinsamen Bekannten Dr. Planer eines Sonntags eine Spazierfahrt und trifft dabei auf Anni und ihre Familie. Paul lädt alle zu einem gemeinsamen abendlichen Beisammensein ein. Dr. Planer sieht sich dort genötigt, Annis Vater darauf hinzuweisen, dass Paul aus vorgenannten Erbschaftsgründen momentan gar nicht heiraten könne, wenn er nicht alles verlieren wolle. Es entsteht die Idee einer Scheinehe, die Pauls Kumpel Peter mit Anni eingehen sollte. Eine spätere Scheidung sei nur eine Formsache, und Annie, dann kein Mädchen mehr, sondern formell eine „geschiedene Frau“, stünde für Paul bereit. Annis Eltern zeigen sich zu diesem Arrangement bereit. Es kommt zur Eheschließung Peters mit Anni. Paul schaut dem ganzen missmutig zu, denn er ist eifersüchtig und glaubt, dass Anni mehr Gefallen an Peter findet als ihm lieb ist. Am Ende fügt sich aber alles zum Besten, und Paul kann seine frisch geschiedene Anni endlich vor den Traualtar führen.

## Produktionsnotizen
Gedreht im September und Oktober 1927 in den Jofa-Ateliers, passierte 1 + 1 = 3 die Filmzensur am 18. November desselben Jahres und wurde am 9. Dezember 1927 im Berliner Tauentzienpalast uraufgeführt. Der Sechsakter besaß eine Länge von 2173 Metern. In Österreich lief der Film ab dem 1. Juni 1928 unter dem leicht geänderten Titel Eins und eins ist drei
Heinrich C. Richter entwarf die Filmbauten. Fritz Brunn übernahm die Aufnahmeleitung.

## Kritiken
Ernst Jäger schrieb im Film-Kurier: “Zwei wichtige Ergebnisse des Films müssen notiert werden: man ist Balázs noch nie so willig ins handgreiflich Unwahre, in die faustdicke Täuschung gefolgt wie diesmal. Die desillusionierte Parodie hat sich damit eingeführt. Zum zweiten: Der Film hat sein Überlegenheit dem Wort gegenüber in erstaunlicher Weise dokumentiert. Man zeigt hier Bildvorgänge, vor denen das Wort sich geniert und errötet. Der freche Vorstoß ins Heikle, Unmoralische – vom Standpunkt der bürgerlichen Gesellschaftsmoral – ward noch nie so kühn im Film vollzogen”.
Auf stummfilm.at heißt es: „Ein parodistischer Rundumschlag auf den Kitschfilm, das deutsche Wesen, den Spießer in uns und um uns. Paul und Peter sind plötzlich obdachlos. Die beiden Freunde halten sich für große Musiker, schade nur, dass ihre Mitmenschen diese Einschätzung nicht teilen. Die entzückende Anni bringt die beiden aus der Fassung, gegeneinander auf und dann wieder zusammen – als Trio.“.